# الصهباء التغلبية
الصهباء بنت عباد بن ربيعة أو الصهباء بنت حبيب بن بجير، هي زوجة علي، تزوجها بعد أسماء بنت عميس، وتكنى بأم حبيب أو أم حبيبة، وهي جارية أم ولد، ولدت لعلي عمر الأكبر ورقية الكبرى والعباس الأصغر، وكانت من حضرت واقعة الطف، ووصلت للمدينة المنورة وتوفيت فيها، فدفنت بالبقيع.

## النسب
هي الصهباء بنت عباد بن ربيعة بن بجير بن البعد بن علقمة بن الحارث بن عتبة بن سعد بن زهير بن جشم بن بكر بن حبيب بن عمرو بن غنم بن تغلب بن وائل، الجشمية التغلبية العدنانية. تكنى بأم حبيب وأم حبيبة وتعرف بالصباء.

## ولادتها
يقول محمّد صادق محمّد الكرباسي في كتاب معجم أنصار الحسين : «أي أنها أدركت حياة الرسول صلى الله عليه وآله وسلم ، وأعتمادا على ما قدمناه فاحتمال أن تكون ولادتها في العام الثالث قبل الهجرة في عين التمر وارد»، بمعنى أنها ولدت في العام الثالث قبل الهجرة في عين التمر وارد، ويقول محمد أمين نجف: «لم تُحدّد لنا المصادر تاريخ ولادتها ووفاتها ومكانهما، إلّا أنّها من أعلام القرن الأوّل الهجري»، ويفهم من كلامه أن لايعرف متى ولدت، وأنها كانت من أعلام القرن الأول الهجري.

## في حياة النبي
حيث يذكر في الإصابة ويقول: «لها أدراك»، ويقول محمّد صادق محمّد الكرباسي: «ذكرها في الإصابة بقول: لها أدراك ، أي أنها أدركت حياة الرسول صلى الله عليه وآله وسلم.».

## زواجها
يذكر في كتاب معجم أنصار الحسين: عندما تولى، الأمر أبو بكر بعد وفاة الرسول في 28 صفر عام 11هـ بدأت بفتوحات جديدة؛ وكان من تلك أن أرسل خالد بن الوليد إلى الحيرة بالعراق ففتحها، ثم سار بالجيش إلى الأنبار، ففتحها واستخلف عليها الزبرقان بن بدر.
وزحف بعد ذلك إلى عين التمر: وكان واليها من قبل الدولة الساسانية على الفرس مهران بن بهرام جوين وعلى العرب عمّة بن أبي عقة وكان العرب من قبائل النمر وتغلب وأياد ومن يضاهيهم. وكانوا يدينون بالنصرانية على المذهب النسطوري، فلما سمعوا بقدوم خالد. تشاور عقّه، مع مهران وطرح عليه : أن العرب أعلم بقتال العرب فدعنا وخالداً فوافقه، وكان كل منهم خدع صاحبه بذلك: ثم واجه عقة لوحده خالداً فغلبه خالد، وأسره فانهزم الفرس من غير قتال. وأكثر جيش خالد فيهم الأسر فسألوه، الأمان فأبى فنزلوا على حكمه فأخذهم أسرى وقتل عقّة ثم قتلهم أجمعين، وسبى كل من في الحصن وغنم ما فيه، فأرسل بالغنائم والأسرى والسبي مع الوزيد بن عقبة إلى أبي بكر، وكان فيهم نصير والد أبي موسى بن نصير اليشكري فائح الأندلس: وسيرين والد محمد بن سيرين المعبر للرؤياء والصهباء بنت ربيعة التغلبية أم عمر الأطرف. وكان ذلك في أواخر جمادى الآخرة عام 12 للهجرة فلما فرغ خالد عن عين التمر خلف فيها عويم بن الكاهمل الأتلمي، وخرج هو وجيشه إلى دومة الجندل، فكان بها في شهر رجب . ولما وصلت الصهباء إلى المدينة عرضت للبيع في سوق النخاسين فاشتراها علي بن أبي طالب له بأربعين ديئار فكان وصولها إلى بيت علي، في شهر رجب. وكان زواجه منها بملك اليمين لا بالعقد، وأجمع المؤرخون بأنّه رزق منها توأمان هما عمر الأطرف ورقية الكبرى، فذكر أيضا بأنها تزوجت في تاريخ 12 للهجرة في شهر شعبان في المدينة المنورة، وأضاف أبن الجوزي وقال: «تزوجها بعد أسماء» والمقصود بأسماء هي أسماء بنت عميس.

## أولادها
أجمع المؤرخون أنها أنجبت لعلي: عمر الأكبر ورقية الكبرى توأماً وذلك في شهر جمادى الأولى من عام 13 هـ في المدينة المنورة. ويذكر أبن أبي الثلج البغدادي ويقول : «وولد له من أم حبيب من سبي خالد أبن الوليد عمر والعباس ورقية».
فقد روي أن عمر الأطرف توفي في أيام الوليد بن عبد الملك الأموي، ومن جهة آخرى أن عمر هو آخر من عاش من أولاد علي، وأما عن رقية وهي رقية الكبرى تزوجت مسلم بن عقيل وبعد وفاتها تزوجت مسلم أختها رقية الصغرى، وأما عن العباس قال محمد صادق الكرباسي هو العباس الأصغر بن علي، ويذكر أيضاً أن لبابة بنت عبيد الله بن العباس لديها ولد بأسم العباس الأصغر، وقد استشهد العباس الأصغر بن علي في واقعة الطف.

## حضورها كربلاء
يقول إبراهيم الموسوي: «رقية الكبرى....وأم رقية: الصهباء التغلبية تكنى أم حبيب من سبين عين التمر اللتي أشتراها أمير المؤمنين (عليه السلام) من سبي خالد بن الوليد بأربيعين دينارا فولت منه رقية الكبرى وعمر الأطرف» ثم أضاف قائلاً: «وخرجت مع الحسين عليه السلام من زوجات علي بن أبي طالب عليهما السلام الصهباء التغبية رضي الله عنها مع بنتها رقية الكبرى رضي الله عنها زوجة أبن عمها مسلم بن عقيل بن أبي طالب رضي الله عنهم أجمعين ومعها أبنتها عاتكة رضي الله عنها وأبناهما عبد الله ومحمد قتلا يوم الطف»، ويقول الدكتور الشيخ محمّد صادق محمّد الكرباسي: «و عليه فأذا كانت في عام 61 للهجرة على قيد الحياة ، فلعلها ماتت بعد ذلك في المدينة -أي المدينة المنورة- ويكون على ماقدرنا عمرها في مأساة الطف 63 سنة ، وبما أن خبرها أنقطع بعد مأساة كربلاء ، فلاحتمال وارد بأنها توفيت 61 للهجرة ، كمدا على شهداء كربلاء والكوفة من أهلها وذويها.».

## وفاتها
قال محمّد صادق محمّد الكرباسي بأنها توفيتما بعد سنة 61 للهجرة في المدينة المنورة ودفنت في مقبرة البقيع، وقال محمد أمين نجف : «لم تُحدّد لنا المصادر تاريخ ولادتها ووفاتها ومكانهما، إلّا أنّها من أعلام القرن الأوّل الهجري».

## أقوال أهل البيت فيها
قال الإمام علي عليه السلام : «وَهِيَ النَّفْسُ الَّتِي بَيْنَ الْجَنْبَيْن».

## وصلات خارجية
- معجم أنصار الحسين - الهاشميّون - الجز الأول: دائرة المعارف الحسينية